# Agrilus transversus
Agrilus transversus é uma espécie de inseto da família Buprestidae, ordem Coleoptera.
Foi descrita cientificamente por Kerremans, em 1894.
Sua distribuição inclui Java e Sumatra, na Indonésia.